# 锡罗堡
锡罗堡（法語：Bourg-de-Sirod，法語發音：[buʁ də siʁo]，意为“锡罗之堡”）是法国汝拉省的一个市镇，属于隆斯勒索涅区。

## 地理
锡罗堡（46°43'44"N, 5°57'25"E）面积4.42 平方千米，位于法国勃艮第-弗朗什-孔泰大區汝拉省，该省份为法国东部内陆省份，北起上索恩省，西北接科多尔省，西临索恩-卢瓦尔省，南至安省，东与杜省和瑞士接壤。
与锡罗堡接壤的市镇（或旧市镇、城区）包括：锡罗、尚帕尼奧勒、朗村、萨普瓦、锡亚姆。

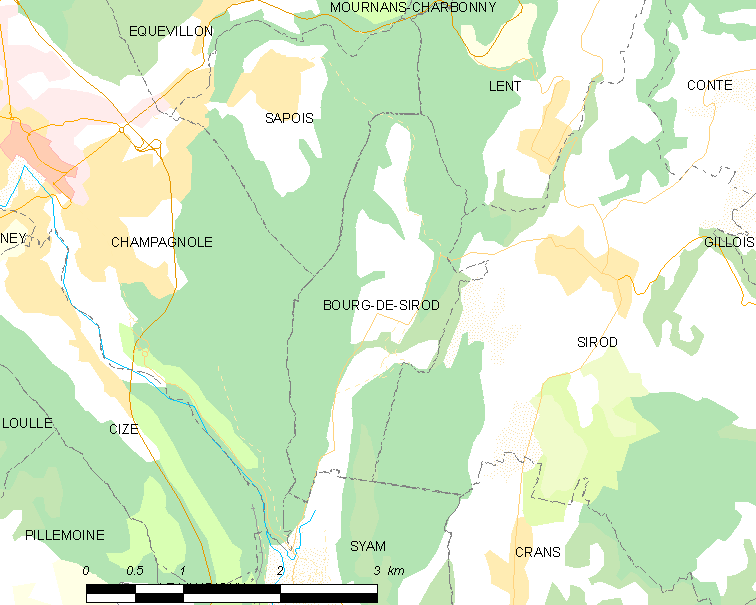
锡罗堡的OSM定位图

锡罗堡的时区为UTC+01:00、UTC+02:00（夏令时）。

## 行政
锡罗堡的邮政编码为39300，INSEE市镇编码为39070。

## 政治
锡罗堡所属的省级选区为尚帕尼奥勒县。

## 人口

1962-2008年间锡罗堡人口变化图示

锡罗堡于2022年1月1日时的人口数量为89人。